# Status Consultivo
Status Consultivo é um termo cujo uso remonta à fundação das Nações Unidas (ONU), utilizado para referir-se à participação de Organizações Não Governamentais (ONGs) em determinadas atividades desenvolvidas pela ONU junto ao seu Conselho Econômico e Social (ECOSOC). Esse status permite à ONG acesso não apenas ao ECOSOC, como também aos seus diversos órgãos subsidiários, aos mecanismos de direitos humanos da ONU, processos ad-hoc (para uma finalidade específica), bem como eventos especiais organizados pelo Presidente da Assembleia Geral. O status consultivo é fundamentado no artigo 71 da Carta das Nações Unidas e é regulado pelos princípios enunciados na Resolução 1996/31 do ECOSOC. Tal qualificação, confere às ONGs direitos e obrigações que as permitem participar de diversas atividades, entre elas, a de participar de conferências e outros eventos internacionais, entrar nas instalações das Nações Unidas, fazer exposição de temas relevantes com declarações escritas e orais nesses eventos, como também de organizar eventos paralelos. Além disso, apresentam outras funções que podem ser exercidas como a de colaborar com o monitoramento ou dar suporte operacional a programas de ação implantados, emitir alertas para atrocidades que estejam sendo cometidas e outras atividades relacionadas à promoção e proteção dos direitos fundamentais defendidos em sua Carta. (ver lista de ONGs).
Além da ONU, algumas organizações internacionais também podem conceder Status Consultivo a ONGs (Conselho da Europa, por exemplo). A Organização para a Segurança e Cooperação na Europa (OSCE) pode conceder Status Consultivo na forma de "Programa de Pesquisador Residente" (administrado pelo Escritório de Praga do Secretariado da OSCE): representantes credenciados de ONGs nacionais e internacionais os quais têm acesso a todos os registros e a numerosas compilações de tópicos relacionados às atividades de campo da OSCE.

## Base regulatória

### Carta das Nações Unidas
O status consultivo tem seu fundamento no artigo 71 do Capítulo 10 da Carta das Nações Unidas:
O Conselho Econômico e Social poderá entrar nos entendimentos convenientes para a consulta com organizações não governamentais, encarregadas de questões que estiverem dentro da sua própria competência. Tais entendimentos poderão ser feitos com organizações internacionais e, quando for o caso, com organizações nacionais, depois de efetuadas consultas com o membro das Nações Unidas no caso.
Este artigo e os acordos estabelecidos pelo ECOSOC formam a base para consulta de ONGs com governos na ONU e fixam diretrizes para a relação do Secretariado na ONU com essas entidades.

### Resolução ECOSOC 1296 (XLIV)
A Resolução ECOSOC 1296 (XLIV) de 23 de Maio de 1968, definiu os critérios e direitos associados ao Status Consultivo por quase quarenta anos, período em que houve um crescimento substancial no número de ONGs, especialmente ONGs nacionais, nos preparativos para a Conferência das Nações Unidas sobre Meio Ambiente e Desenvolvimento, mais conhecida como Cúpula da Terra ou ECO-92, sediada na cidade do Rio de Janeiro.

### Resolução 93 (38)
As regras para o estatuto consultivo das ONGs constam no anexo da Resolução (93) 38 que dispõe sobre as relações entre o Conselho da Europa e as organizações não governamentais internacionais adotadas pelo Comitê de Ministros do Conselho da Europa em 18 de Outubro de 1993 na 500ª reunião dos Deputados dos Ministros.

### Resolução ECOSOC 1996/31
Os critérios para credenciamento de ONGs para status consultivo foram revisados várias vezes, sendo a publicação mais recente a Resolução ECOSOC 1996/31, seguindo um extenso Grupo de Trabalho Aberto das Nações Unidas sobre a Revisão de Arranjos para Consulta com Organizações Não Governamentais. Entre os principais motivos para o surgimento da versão revisada da Resolução ECOSOC 1996/31 estão a regularização dos ajustes para a participação das ONGs em conferências da ONU, a agilização no processo de solicitação do status consultivo ao ECOSOC bem como a decisão de que ONGs nacionais também poderiam solicitar o status.
Uma seção significativa da Resolução 1996/31 encontra-se no seguinte parágrafo:
69. Solicita-se ao Secretário-Geral que faça todos os esforços para aprimorar e agilizar, conforme apropriado, o apoio do Secretariado para melhorar
os arranjos práticos em questões como o maior uso de tecnologias modernas de informação e comunicação, o estabelecimento de um banco de dados integrado de organizações governamentais, disseminação ampla e oportuna de informações sobre reuniões, distribuição de documentação, provisão de acesso e procedimentos transparentes, simples e agilizados para a facilitar a ampla participação de organizações não governamentais nas reuniões das Nações Unidas.

## Estatísticas
Em 1946, logo após a fundação das Nações Unidas, o Conselho concedeu status consultivo a 41 ONGs, em sua maioria grandes organizações internacionais. Em 1992, mais de 700 ONGs já haviam obtido o status consultivo e, desde então, o seu número tem aumentado constantemente com atualmente 5.450 organizações, com base na lista mais recente. Desse total, 140 organizações possuem status geral, 4.341 apresentam status consultivo especial e 969 com status roster.

## Categorias de status consultivo
São três as categorias de status consultivo que são concedidas às ONGs com base nos tipos de organização, a saber: geral, especial e roster. Essas classes são o equivalente ao status da Categoria I, Categoria II e Roster definidos em 1296 (XLIV). Abaixo estão as definições atuais, com base na 1996/31:

### Geral
22. As organizações que se interessam pela maior parte das atividades do Conselho e dos seus órgãos subsidiários e podem demonstrar, a contento do Conselho, que podem dar contributos substanciais e sustentados para a realização dos objetivos das Nações Unidas nos campos previstos no parágrafo 1, estreitamente associadas à vida econômica e social dos povos das regiões que representam e cuja participação deve ser considerável e amplamente representativa nos principais segmentos da sociedade em um grande número de países em diferentes regiões do mundo deverão ser conhecidas como organizações com status consultivo geral.

### Especial
23. As organizações que têm competência especial e que estão ligadas especificamente a algumas atividades abrangidas pelo Conselho e seus órgãos subsidiários, e que possuem competência na área para a qual tem ou busca obter status consultivo devem ser conhecidas como organizações com status consultivo especial.

### Roster
24. Outras organizações que não têm status consultivo geral ou especial, mas que o Conselho, ou o Secretário-Geral das Nações Unidas, em consulta com o Conselho ou seu Comitê de Organizações Não-Governamentais, considerem que podem fazer contribuições ocasionais e úteis para o trabalho do Conselho ou de seus órgãos subsidiários ou de outros órgãos das Nações Unidas dentro de sua competência deve ser incluído em uma lista (a ser conhecida como Roster). Esta lista também pode incluir organizações com status consultivo ou que tenham relação semelhante com uma agência especializada ou um órgão das Nações Unidas. Essas organizações estarão disponíveis para consulta a pedido do Conselho ou de seus órgãos subsidiários. O fato de uma organização estar na lista não deve, por si só, ser considerado uma qualificação para status consultivo geral ou especial, caso uma organização busque tal status.
As três subcategorias do status roster foram complementadas por uma quarta categoria, a saber "ONGs credenciadas na Comissão de Desenvolvimento Sustentável (CDS)":

#### ECOSOC Roster
A principal forma de status roster para as ONGs com foco em uma ou duas das áreas de competência do ECOSOC.

#### Secretário-GeralRoster
Existem disposições especiais na Resolução 1996/31, e antes disso na 1296 (XLIV) para que o Secretário-Geral da ONU recomende o status roster para ONGs. 

#### AgênciasRoster
A Lista de Agências se refere ao credenciamento de agências especializadas das Nações Unidas, por exemplo, Fundo das Nações Unidas para a Infância (UNICEF), Organização das Nações Unidas para a Educação, a Ciência e a Cultura (UNESCO), Organização Internacional do Trabalho (OIT), União Internacional de Telecomunicações (UIT), etc.

#### CDSRoster
Embora não tenha sido definida em 1996/31, uma quarta categoria de ONGs credenciadas na Comissão das Nações Unidas para o Desenvolvimento Sustentável (CDS) foi estabelecida pela decisão do ECOSOC 1996/302. Existem atualmente cerca de 500 ONGs com esse status.

## Procedimento de candidatura
ONGs que busquem obter status consultivo junto ao ECOSOC devem primeiro enviar uma inscrição online na Seção de ONGs (NGO Branch) do Departamento de Assuntos Econômicos e Sociais do Secretariado da ONU. Os pedidos são então analisados pelo Comitê de ONGs do ECOSOC que se reúne duas vezes por ano, em janeiro e em maio, para avaliarem se recomendam ou não a concessão do status consultivo à ONG e encaminham essas recomendações ao ECOSOC para que este tome uma decisão final durante sua Reunião de Alto Nível que acontece anualmente em julho. Uma notificação oficial é enviada a todas as ONGs cujos requerimentos foram analisados, informando a decisão do Comitê.
Embora a revisão feita pelo Comitê das ONGs seja teoricamente técnica, é por vezes bastante politizada. As ONGs de direitos humanos que criticam Estados-Membros específicos às vezes têm tido dificuldades em obter status consultivo.